# Ramsbottom
Ramsbottom est une petite ville du Royaume-Uni, situé au nord des villes de Bury et Manchester, dans le district métropolitain de Bury, subdivision du Grand Manchester.
La population totale de Ramsbottom est d'environ 17 352 habitants. Le village est plutôt sous gouverne de la ville de Bury, le député de Ramsbotton étant d'ailleurs David Chaytor, MP du nord de Bury.
Ramsbottom est connu pour sa tour, the Peel Monument, haute de 39 mètres, située près du village sur la colline de Holcolme et nommée d'après le premier ministre Robert Peel (1788-1850).